# Casinaria novoguineensis
Casinaria novoguineensis är en stekelart som först beskrevs av Szepligeti 1905.  Casinaria novoguineensis ingår i släktet Casinaria och familjen brokparasitsteklar. Inga underarter finns listade.